# Plantago araucana
Plantago araucana är en grobladsväxtart som beskrevs av K. Rahn. Plantago araucana ingår i släktet kämpar, och familjen grobladsväxter. Inga underarter finns listade i Catalogue of Life.